# Lipnice hajní
Lipnice hajní (Poa nemoralis) je rostlina z čeledí lipnicovité.

## Popis
Víceletá volně trsnatá tráva středního vzrůstu se střední až pozdní raností vývoje. Dorůstá do výšky 30 až 80 cm. Stéblo je středně vysoké, tenké, bohatě olistěné. Vystoupavá kolénka často temně zbarvená.
Listy jsou ploché až svinuté, modro- až tmavozelené. Čepel nejvyššího listu od stébla kolmo odstálá, delší nebo stejně dlouhá jako listová pochva. Jazýček velmi krátký, uťatý, většinou chybí. Vernace složená. Květenství tvoří řídká, jemná, rozkladitá lata, po odkvětu úzce stažená a převislá. Kvete od května do června. Plodem jsou žluté, drobné z obou stran zašpičatělé obilky. Pluchy jsou kopinaté, kýlnaté, na kýlech a bázi chlupaté. Tenká dlouhá stopečka zasahuje téměř do poloviny pluchy.

## Rozšíření
Lipnice se vyskytuje v Evropě, mírné zóně Asie a Severní Americe.
V České republice se lipnice hajní vyskytuje od nížin do hor ve světlých listnatých lesích, smíšených lesích, hájích, křovinách a pasekách (subsp. nemoralis). V teplejších oblastech i na suchých stráních, skalnatých a kamenitých svazích a okrajích lesů (subsp. rigidula).

## Všeobecně
Lipnice hajní je typický stínomilný lesní druh indikující čerstvé, vzdušné, neutrální až slabě kyselé půdy.
Počáteční vývoj po výsevu je pomalý a v roce zásevu nemetá. Je ozimného charakteru. Snáší zastínění. Je to přizpůsobivá a nenáročná tráva. Na stinných místech vytváří řídké, často souvislé porosty.
Nesnáší sešlapávání. Při třech a více sečích ročně ustupuje z porostu. Nejsou u ní předpoklady k vytváření kvalitního trávníku. V době metání působí vzhledem k vodorovnému postavení listů dekorativně.